# ジョンソン郡 (テキサス州)
ジョンソン郡（英: Johnson County）は、アメリカ合衆国テキサス州の中央部北に位置する郡である。人口は17万9927人（2020年）。郡庁所在地はクリバーンであり、同郡で人口最大の都市である。ジョンソン郡はダラス・フォートワース複合都市圏に属している。郡名はテキサス・レンジャー、軍人、政治家だったミドルトン・ジョンソンに因んで名付けられた。

## 歴史
ジョンソン郡に最初に入った白人開拓者はヘンリー・ブライデンであり、ノーラン川沿いの丸太小屋に住んだ。その丸太小屋は現在でも残っており、リオビスタのテキサス州道174号線沿いに見ることができる。ジョンソン郡は1854年に設立され、最初の郡庁は現在のパット・クリバーン湖の地にあったウォードビルだった。1856年にはブキャナンの町が郡庁所在地になった。1867年、ジョンソン郡が分割され、西半分はフッド郡になった。キャンプ・ヘンダーソンが新しい郡庁所在地になり、南軍の将軍パトリック・クリバーンに因んでクリバーンと改名された。

## 地理
アメリカ合衆国国勢調査局に拠れば、郡域全面積は734平方マイル (1901.1 km2)であり、このうち陸地729平方マイル (1,888.1 km2)、水域は5平方マイル (12.9 km2)で水域率は0.68%である。

### 主要高規格道路
- 州間高速道路35号線西
- アメリカ国道67号線
- テキサス州道171号線
- テキサス州道174号線

### 隣接する郡
- タラント郡 - 北
- ダラス郡 - 北東
- エリス郡 - 東
- ヒル郡 - 南
- ボスキー郡 - 南西
- サマーヴェル郡 - 南西
- フッド郡 - 西
- パーカー郡 - 北西

## 人口動態
以下は2000年国勢調査による人口統計データである。
| 基礎データ - 人口: 126,811人 - 世帯数: 43,636 世帯 - 家族数: 34,428 家族 - 人口密度: 67人/km2（174人/mi2） - 住居数: 46,269軒 - 住居密度: 24軒/km2（63軒/mi2） 人種別人口構成 - 白人: 90.01% - アフリカン・アメリカン: 2.50% - ネイティブ・アメリカン: 0.64% - アジア人: 0.52% - 太平洋諸島系: 0.18% - その他の人種: 4.52% - 混血: 1.63% - ヒスパニック・ラテン系: 12.12% 年齢別人口構成 - 18歳未満: 28.8% - 18-24歳: 8.8% - 25-44歳: 30.2% - 45-64歳: 22.3% - 65歳以上: 10.0% - 年齢の中央値: 34歳 - 性比（女性100人あたり男性の人口） - 総人口: 99.7 - 18歳以上: 97.1 | 世帯と家族（対世帯数） - 18歳未満の子供がいる: 39.5% - 結婚・同居している夫婦: 64.7% - 未婚・離婚・死別女性が世帯主: 10.0% - 非家族世帯: 21.1% - 単身世帯: 17.3% - 65歳以上の老人1人暮らし: 6.9% - 平均構成人数 - 世帯: 2.85人 - 家族: 3.20人 収入と家計 - 収入の中央値 - 世帯: 44,621米ドル - 家族: 49,963米ドル - 性別 - 男性: 36,718米ドル - 女性: 25,149米ドル - 人口1人あたり収入: 18,400米ドル - 貧困線以下 - 対人口: 8.8% - 対家族数: 6.9% - 18歳未満: 10.6% - 65歳以上: 10.9% |

## メディア
ジョンソン郡は北中テキサスのダラス・フォートワースメディア市場に属している。地元ではテレビ局10局から放送が流されている。地元の新聞としては「クリバーン・タイムズ・レビュー」がある。

## 都市と町
| - クリバーン - 郡庁所在地 - バールソン、一部はタラント郡内 - アルバラド - ブライアーオークス - クレッソン、大半はフッド郡内 - クロスティンバー - クロウリー、大半はタラント郡内 | - ゴッドリー - グランドビュー - ジョシュア - キーン - マンスフィールド、大半はタラント郡内 - リオビスタ - ビーナス、一部はエリス郡 |

## 教育
キーン市にある私立教養系大学のサウスウェスタン・アドベンティスト大学が、ジョンソン郡内にある唯一の4年制高等教育機関である。セブンスデー・アドベンチスト教会の傘下にある。隣のヒル郡の町ヒルズボロにあるヒル・カレッジも高等教育を行っており、1971年以来クリバーンにキャンパスがある。